# Bois-d'Amont
Bois d'Amont é uma comuna francesa na região administrativa de Borgonha-Franco-Condado, no departamento de Jura. Estende-se por uma área de 12,06 km². Em 2010 a comuna tinha 1 678 habitantes (densidade: 139,1 hab./km²).